# Sundsvall Dragons
El Sundsvall Dragons fue un equipo de baloncesto sueco que compitió en la Basketligan, la primera división del país. Tuvo su sede en la ciudad de Sundsvall. Disputaba sus partidos en el Sundsvalls Sporthall, con capacidad para 2.300 espectadores. 
En 2008 el 6 veces campeón NBA y 7 veces All-Star, Scottie Pippen, jugó toda esa temporada´con el equipo. Pippen, con 41 años, en un partido hizo 21 puntos, 12 rebotes y 6 asistencias. Pippen cobró $66,000 para jugar en el partido contra Akropal.
El 6 de mayo de 2016 el club fue declarado en bancarrota.

## Resultados en la Liga sueca
| Temporada | División | Liga        | Posición | Play-Offs        | Competición Europea |
| --------- | -------- | ----------- | -------- | ---------------- | ------------------- |
| 2010–11   | 1        | Basketligan | 1        | Campeón          | -                   |
| 2011–12   | 1        | Basketligan | 3        | Cuartos de final | -                   |
| 2012–13   | 1        | Basketligan | 1        | Subcampeones     | -                   |
| 2013–14   | 1        | Basketligan | 4        | Cuartos de final | -                   |
| 2014–15   | 1        | Basketligan | 5        | Semifinales      | -                   |

## Palmarés
- Basketligan
  - Campeón (2): 2009, 2011
  - Subcampeón (3): 2005, 2008, 2013

## Jugadores destacados
| - Sasa Cavic - Andrew Spagrud - Srđan Subotić - Aki Ulander - Miklós Szabó - Pavel Ermolinskij - Ragnar Nathanaelsson - Jakob Sigurðarson - Aegir Steinarsson - Ronny Karlsen - Łukasz Fąfara - Charles Barton - Anton Gaddefors - Johan Jeansson - Joakim Kjellbom - Tom Liden - Mikael Lindqvist | - Jonathan Person - Johan Pierre - Johan Ronström - Egal Saleman - Emil Salon - Sean Smith - Aleksei Tsymbal - TeJay Anderson - Justin Bailey - Cortez Barnes - Joe Breakenridge - Quinnel Brown - Michael Cuffee - Deon Dobbs - Shane Edwards - Terry Flanagan - Dino Gregory | - Aaron Haynes - Louis Hinnant - Cory Jenkins - Marcus Johnson - Lenard Jones - John Jonker - Antonio Kellogg - James Miller - Wayne Morris - Scottie Pippen - Martin Quantavious - Donta Richardson - Johnny Roberson - Douglas Thomas - Mark Tyndale - Alex Wesby - Marshall Williams | - Akeem Wright - Liam Rush - Miroslav Todić - Goran Samardžić - Olivier Ilunga - Neil Mottram - Michael Kingma - Nenad Zivčević - Andreas Schreiber - A.J. Guyton - Eric Nichelson - Roland Jones - Rico Anderson - David Baldwin - Terrence Oglesby - Mike Palm - Tim Whitworth |